# Cuando Cubango Futebol Clube
Maillots
Actualités
Le Cuando Cubango Futebol Clube est un club de football angolais basé à Menongue dans la province de Cuando-Cubango.

## Histoire
Le club est fondé le 12 mai 2009 avec le nom Grupo Desportivo Casa Militar do Cuando Cubango. En 2012, le club se renomme Futebol Clube da Casa Militar de Cuando Cubango.
En 2016, le club remporte pour la première fois le championnat local de la province de Cuando-Cubango et est promu en deuxième division.
En 2017, le club est promu en première division, il commence la saison 2018 avec un nouveau nom, Cuando Cubango Futebol Clube.
Le Cuando Cubango Futebol Clube partage le stade avec l'autre club de la ville, le 4 de Abril F.C. do Cuando Cubango (en).
En janvier 2023, Cuando Cubango se retire du championnat pour raisons financières, le club sera exclu du championnat pendant deux ans.